# Roll20
Roll20 è un sito internet che contiene una collezione di strumenti per giocare ai giochi di ruolo da tavolo, creando un tavolo da gioco virtuale dove i giocatori possono giocare collegandosi online. Il sito è stato lanciato nel 2012 dopo una campagna di successo su Kickstarter.

## Storia
Roll20 fu originariamente concepito come progetto personale di tre studenti di un college, Riley Dutton, Nolan Jones e Richard Zayas, per aiutarli a continuare a giocare a Dungeons & Dragons dopo essersi laureati ed essersi trasferiti in città differenti. Dopo essersi resi conto che la loro applicazione avrebbe potuto aiutare altre persone allo stesso modo, hanno iniziato una campagna su Kickstarter nella primavera del 2012 con un obbiettivo di finanziamento di 5000 $; la campagna arrivò però a quasi 40.000 $. Dopo un breve periodo di beta test che seguì la fine della campagna di Kickstarter, Roll20 fu rilasciato al pubblico nel settembre del 2012.
Nel luglio 2016, Roll20 annunciò l'acquisizione della licenza dalla Wizards of the Coast per il materiale originale di Dungeons & Dragons. Assieme a questo annuncio, pubblicarono nel mercato acquisti di Roll20 il primo dei tre moduli ufficiali della quinta edizione di Dungeons & Dragons, The Lost Mine of Phandelver.
Roll20 raggiunse 1 milione di utenti nel luglio 2015 e 2 milioni di utenti nel gennaio 2017.

## Descrizione
Roll20 è strutturato in sessioni di gioco individuali, che gli utenti possono creare o a cui si possono unire. Queste sessioni di gioco includono varie caratteristiche tipiche dei giochi di ruolo da tavolo, incluse le schede dei personaggi, tiri di dado automatizzati, creazione di mappe con personaggi e creature, ed effetti sonori. L'interfaccia della sessione di gioco include inoltre una chat di testo, vocale e video, compresa l'integrazione di Google Hangouts. Roll20 contiene anche un mercato separato, dove moduli completi, assets di gioco, ed altri contenuti artistici possono essere acquistati o venduti. Sono comunque presenti contenuti gratuiti, così come contenuti e funzioni extra disponibili per i subscriber, come per esempio luci dinamiche o nebbia di guerra per le mappe..
Oltre alla versione principale di Roll20 per i browser dei computer desktop, vi è anche la versione per iPad e Android. Queste versioni Mobile sono focalizzate sull'esperienza di gioco del giocatore, contenendo meno funzioni di gioco rispetto alla versione desktop originale.
Oltre alle varie edizioni di Dungeon & Dragons, Roll20 supporta anche altri sistemi di gioco utilizzati nei più famosi giochi da tavolo, come Pathfinder, Shadowrun, Gamma World, Traveller, e molti altri sistemi di gioco.